# Zetor 4011/4016

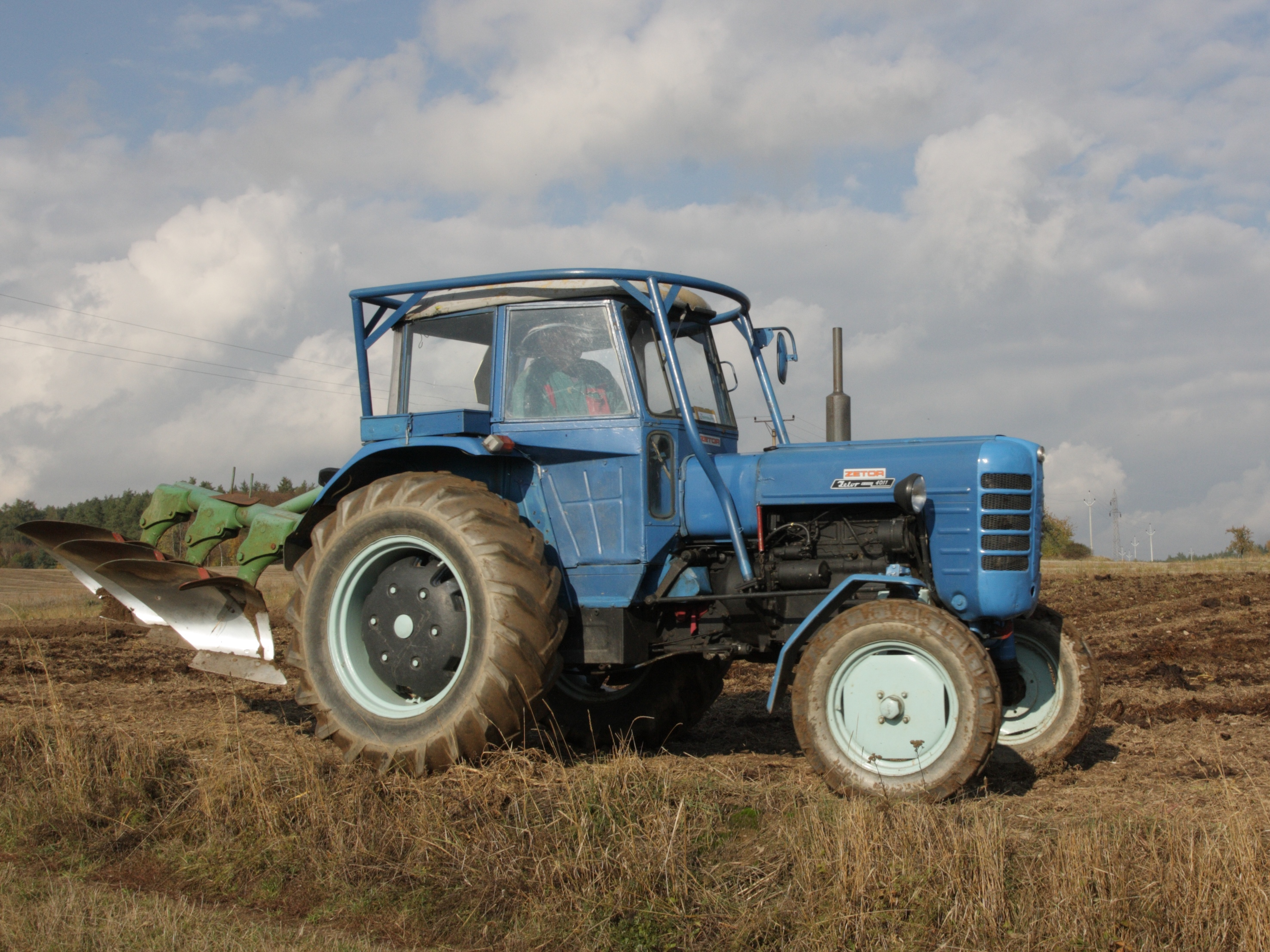
Zetor 4011

Zetor 4011 – uniwersalny ciągnik rolniczy produkowany przez czechosłowacką fabrykę Zbrojovka Brno w latach 1962-1967. Stosowano kolor czerwony bądź niebieski. 

## Historia
Historia Zetora 4011 zaczyna się w roku 1960, kiedy wprowadzono ciągnik rolniczy Zetor 3011 jako zalążek rodziny UR-1. W roku 1965 na mocy porozumienia pomiędzy rządami Czechosłowacji i Polski produkcja licencyjna Zetora 4011 rozpoczęła się w Zakładach Mechanicznych „Ursus” jako Ursus C-4011.

## Dane techniczne
Silnik
- Model Z 4001.
- Typ wolnossący.
- System chłodzenia chłodzony cieczą.
- Liczba cylindrów – 4.
- Pojemność (cm³) – 3120.
- Znamionowa prędkość obrotowa (obr./min) – 2000.
- Średnica cylindra / skok tłoka (mm) – 95x110.
- Rozrząd OHV.

Pozostałe parametry
- Biegi – 10+2.
- Długość – 325cm.
- Rozstaw osi – 213cm.
- Zbiornik paliwa – 40l.